# آسمان سرخ (فیلم ۲۰۱۴)
آسمان سرخ (به انگلیسی: Red Sky) فیلمی محصول سال ۲۰۱۴ و به کارگردانی ماریو فن پیبلز است. در این فیلم بازیگرانی همچون کم ژیگاندی، شین وست، ریچل لی کوک، بیل پولمن، ماریو فن پیبلز، تروی گاریتی، جی‌سی چیسز، جیکوب بارگاس، جیسون گری-استنفورد، ماریا گوزوا، سرگی مورزین و ولادمیر تورچینسکی ایفای نقش کرده‌اند.